# Laughing With
Laughing With è un brano musicale della cantautrice Regina Spektor, estratto come primo singolo dal suo quinto album, Far. Pubblicato l'8 maggio 2009 sul MySpace della cantante, è stato pubblicato ufficialmente nella modalità download il 18 maggio in alcune regioni europee mentre il 19 maggio negli Stati Uniti e in Canada.
Negli Stati Uniti, il singolo è stato pubblicato anche come EP il 9 giugno 2009. La raccolta contiene i brani inediti Folding Chair, proveniente dal suo nuovo album; The Call, inclusa nella colonna sonora del film Le cronache di Narnia - Il principe Caspian (2008); e una performance dal vivo della Spektor del brano The Noise, estratta dal Live at Bull Moose.

## Tracce
Digital Download
1. Laughing With - 3:14
2. Blue Lips - 3:32

EP
1. Laughing With - 3:14
2. Folding Chair – 3:35
3. The Call – 3:07
4. The Noise (Live from Bull Moose) – 3:20

## Video
Il video musicale è stato diretto da Adria Petty ed è stato pubblicato il 26 maggio 2009.

## Classifica
| Classifica                       | Posizione più alta |
| -------------------------------- | ------------------ |
| Belgium Singles Chart            | 34                 |
| U.S. Billboard Hot Singles Sales | 14                 |